# Neuapostolische Kirche (Weimar)

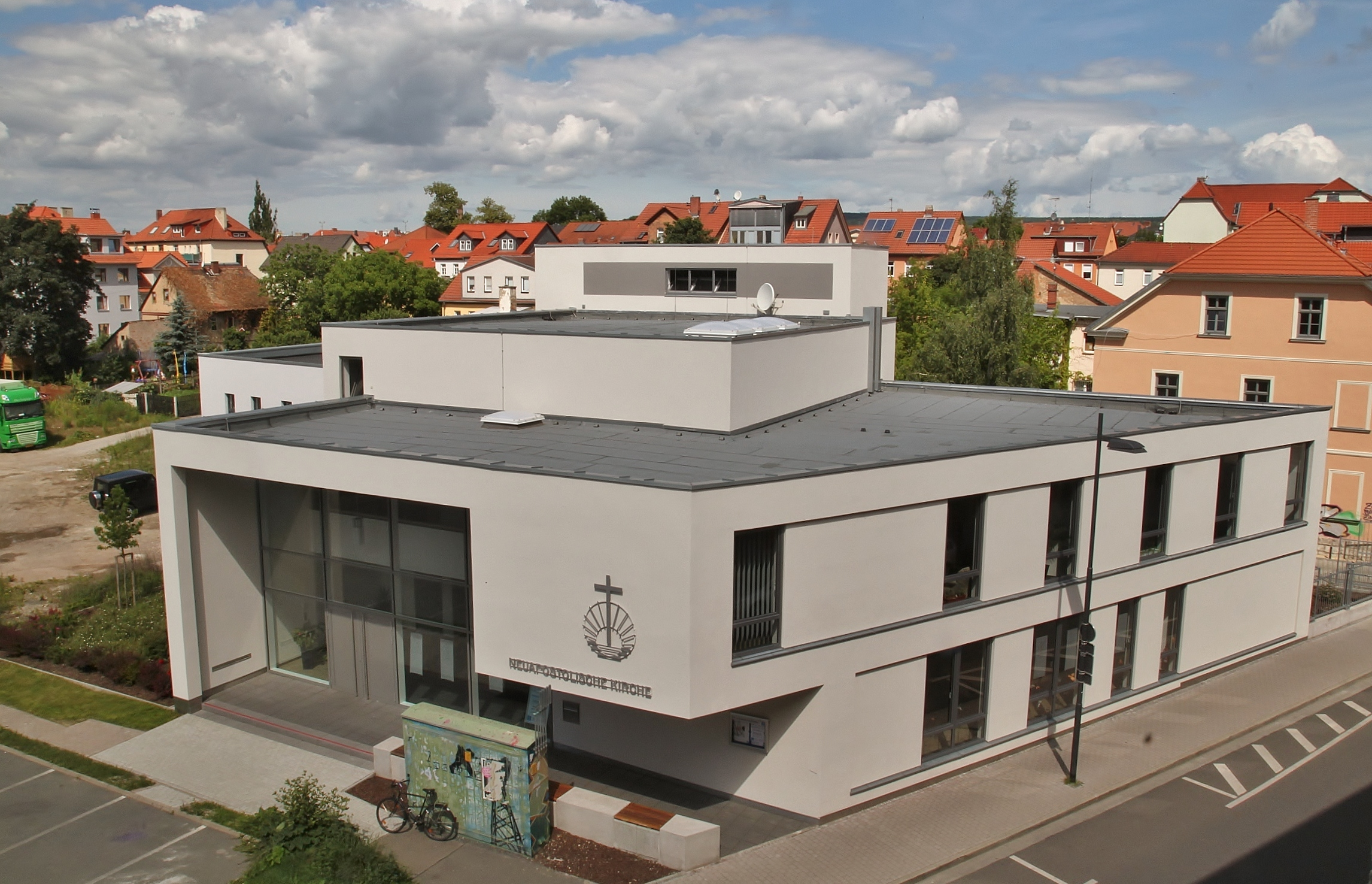
Neuapostolische Kirche Weimar

Die Weimarer Neuapostolische Kirche ist das Gotteshaus der neuapostolischen Gemeinde Weimar. Sie befindet sich in der Weimarer Nordvorstadt und dort in der Ernst-Thälmann-Straße 9. Die Gemeinde ist Mitglied im neuapostolischen Kirchenbezirk Erfurt. 

## Geschichte
Nachdem die Vorgängerkirche an der Weimarer Pabststraße 13a zu klein geworden war, beschloss die zuständige neuapostolische Kirchenleitung 2006 die Errichtung eines neuen Kirchengebäudes. Den folgenden kircheninternen Wettbewerb gewann das Architektenteam Gabriele Döller, Frank Reimann und Jan Weyh. Der Entwurf wurde dem Stadtplanungsamt sowie dem Gestaltungsbeirat der Stadt Weimar vorgelegt und dort nach verschiedenen Änderungen genehmigt.
Am 16. August 2009 erfolgte die Grundsteinlegung im Beisein des neuapostolischen Bischofs Ralph Wittich sowie des Bürgermeister Christoph Schwind und rund 300 Festgästen. Bei dieser Gelegenheit wurde auch der geplante Kirchbau näher vorgestellt. Hervorgehoben wurde unter anderem die ökologische Bauweise, was das Material und die Nutzung erneuerbarer Energie bei der Wärmeerzeugung angeht.
Die festliche Einweihung des Gotteshauses durch Bezirksapostel Wilfried Klingler fand am vierten Adventssonntag 2010 statt. Am 17. Dezember war die symbolische Schlüsselübergabe an den Gemeindeleiter erfolgt. Anwesend waren unter anderem Rolf Wosnitzka, der Erfurter Apostel der Neuapostolischen Kirche, sowie der bereits bei der Grundsteinlegung anwesende Bürgermeister.

## Baubeschreibung

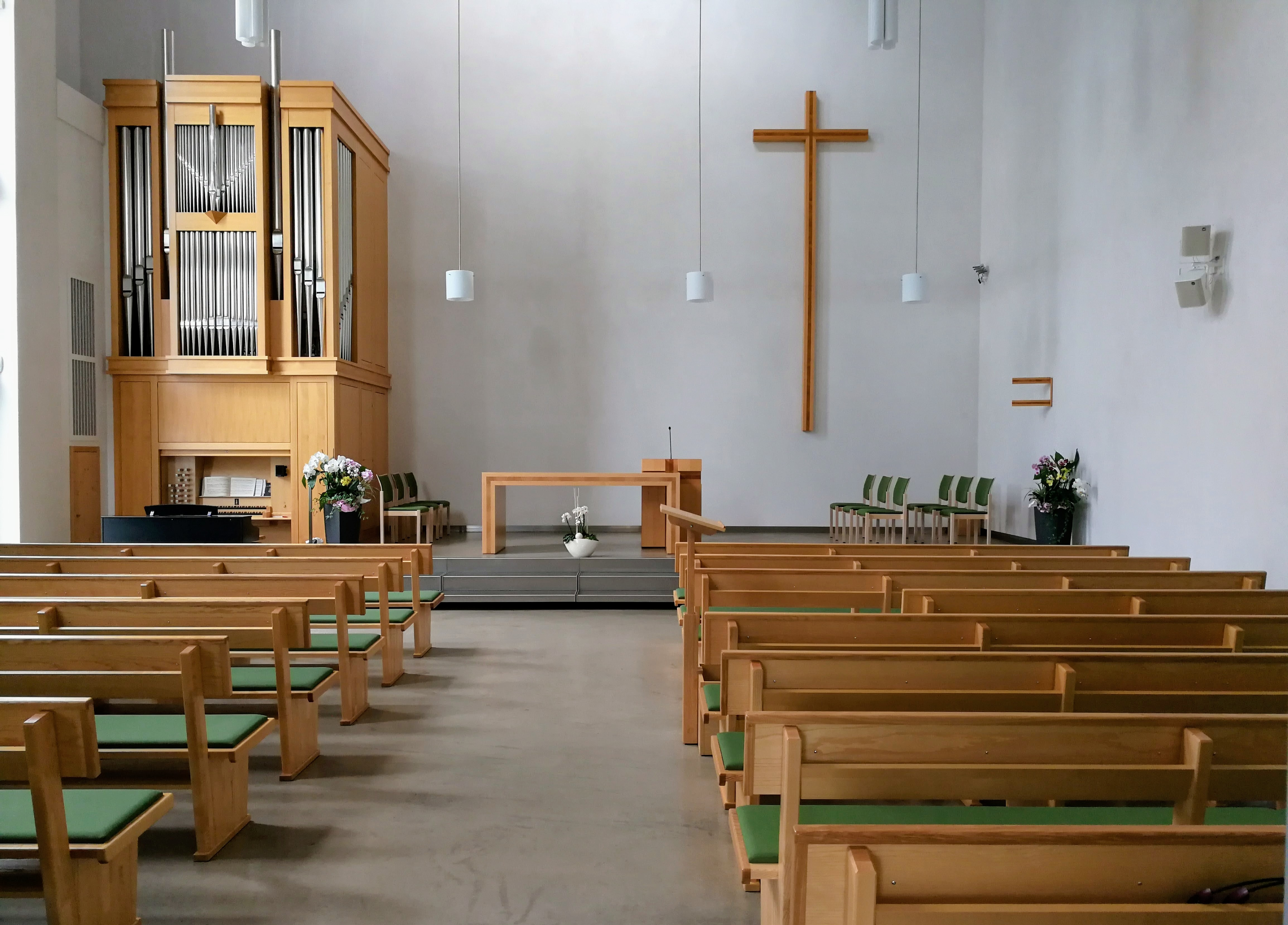
Innenraum mit Orgel (2017)

Das Kirchengebäude der neuapostolischen Gemeinde Weimar folgt den architektonischen Leitlinien des sogenannten „Modernen Bauens“ und steht in der Tradition des Bauhauses. Die Grundstücksfläche, auf der der Bau errichtet wurde, beträgt gut 1600 Quadratmeter.
Das Gebäude ist „in der Höhe dreistufig gestaffelt“ und mit einem Flachdach versehen. Eine Unterkellerung existiert nicht. Die Kirche verfügt über einen barrierefreien Zugang. Der großflächig verglaste Haupteingang sorgt für Transparenz. Vom Foyer gelangt man sowohl in die Funktions- und Sanitärräume als auch in den hellen Gottesdienstraum mit seinen 166 Sitzplätzen. 
Bänke, Altar, Kanzel und Orgelgehäuse sind aus hellem Holz gefertigt. Der schlichte Altartisch mit Kanzel steht in der Mitte des liturgische  Zentrums; links davon befindet sich aus der Perspektive des Gottesdienstbesuchers die Orgel und rechts finden sich die Sitzgelegenheiten für die an der Gottesdienstgestaltung beteiligten Personen. Ein großes schlichtes Holzkreuz hängt auf der rechten Seite des Altarwand. 
Die oberen Funktions- und Gruppenräume sowie die Empore und die Sakristei  werden vom Foyer aus über eine offene Treppe erreicht.

## Orgel

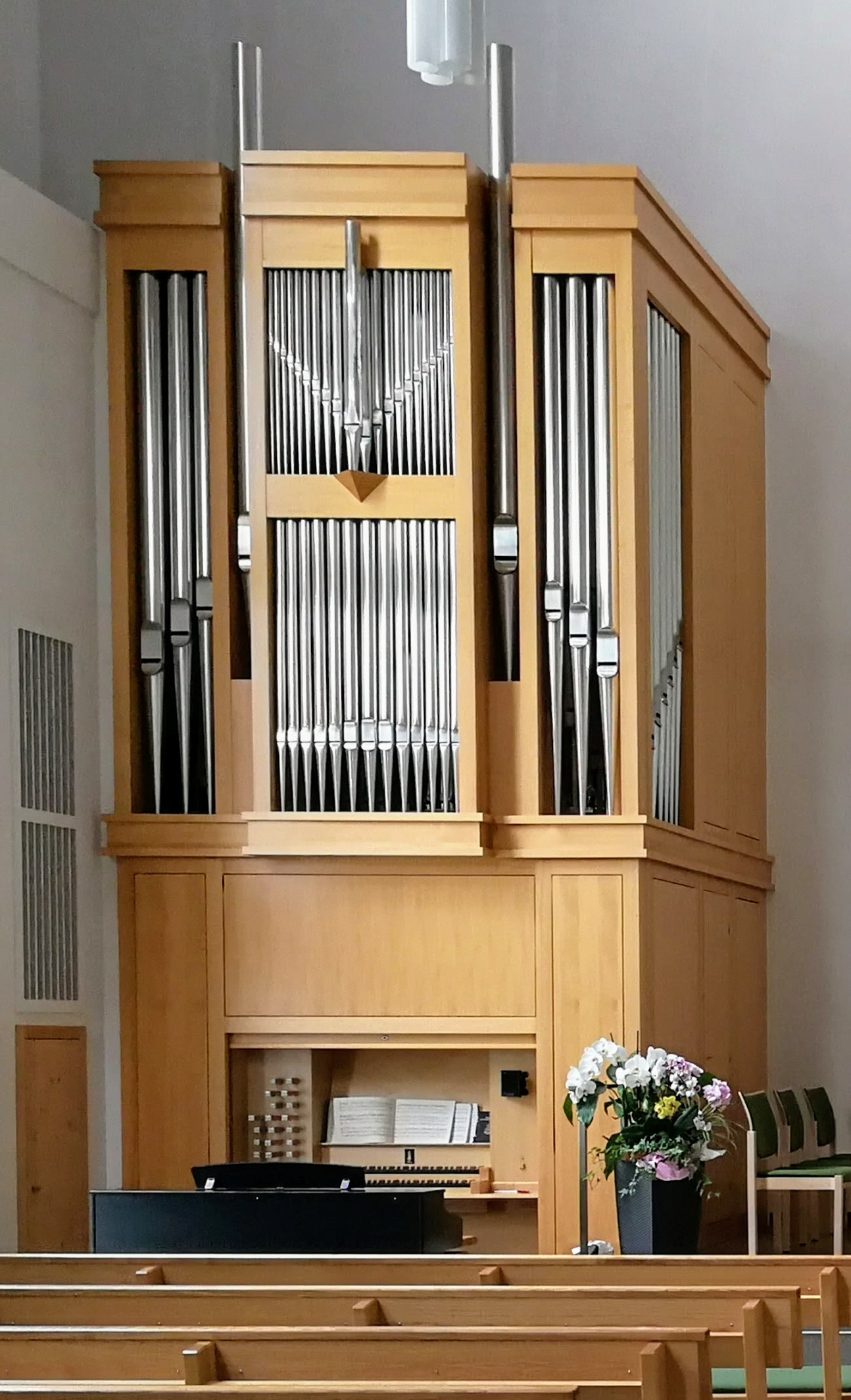
Orgel

Die Orgel wurde 2010 von Georg Wünning erbaut. Das mechanische Schleifladeninstrument verfügt über 17 Register auf zwei Manualen und Pedal. Die Disposition lautet wie folgt:
| I Hauptwerk C–g3 |       |
| Principal        | 8′    |
| Gedackt          | 8′    |
| Octave           | 4′    |
| Spitzflöte       | 4′    |
| Quinte           | 2 ⁄3′ |
| Octave           | 2′    |
| Mixtur IV        |       |

| II Schwellwerk C–g3 |       |
| Holzgedackt         | 8′    |
| Dolce               | 8′    |
| Principal           | 4′    |
| Rohrflöte           | 4′    |
| Piccolo             | 2′    |
| Quinte              | 1 ⁄3′ |
| Sesquialtera II     |       |
| Tremulant           |       |

| Pedal C–f1 |     |
| Subbass    | 16′ |
| Octavbass  | 8′  |
| Fagott     | 16′ |

- Koppeln: II/I, I/P, II/P